# Gustavia superba
Gustavia superba là một loài thực vật có hoa trong họ Lecythidaceae. Loài này được (Kunth) O.Berg mô tả khoa học đầu tiên năm 1854.

## Hình ảnh

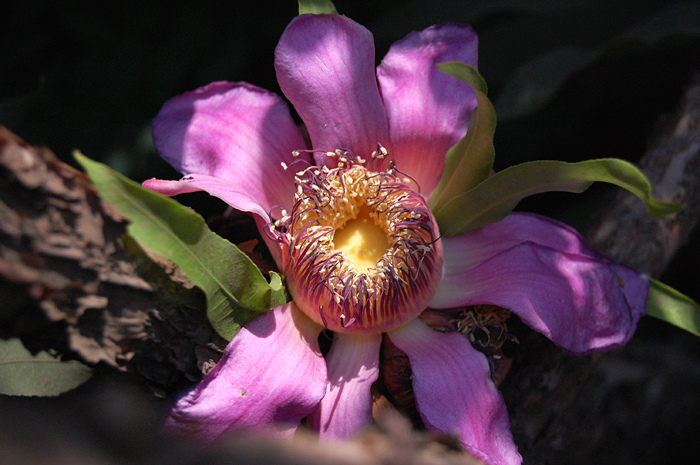
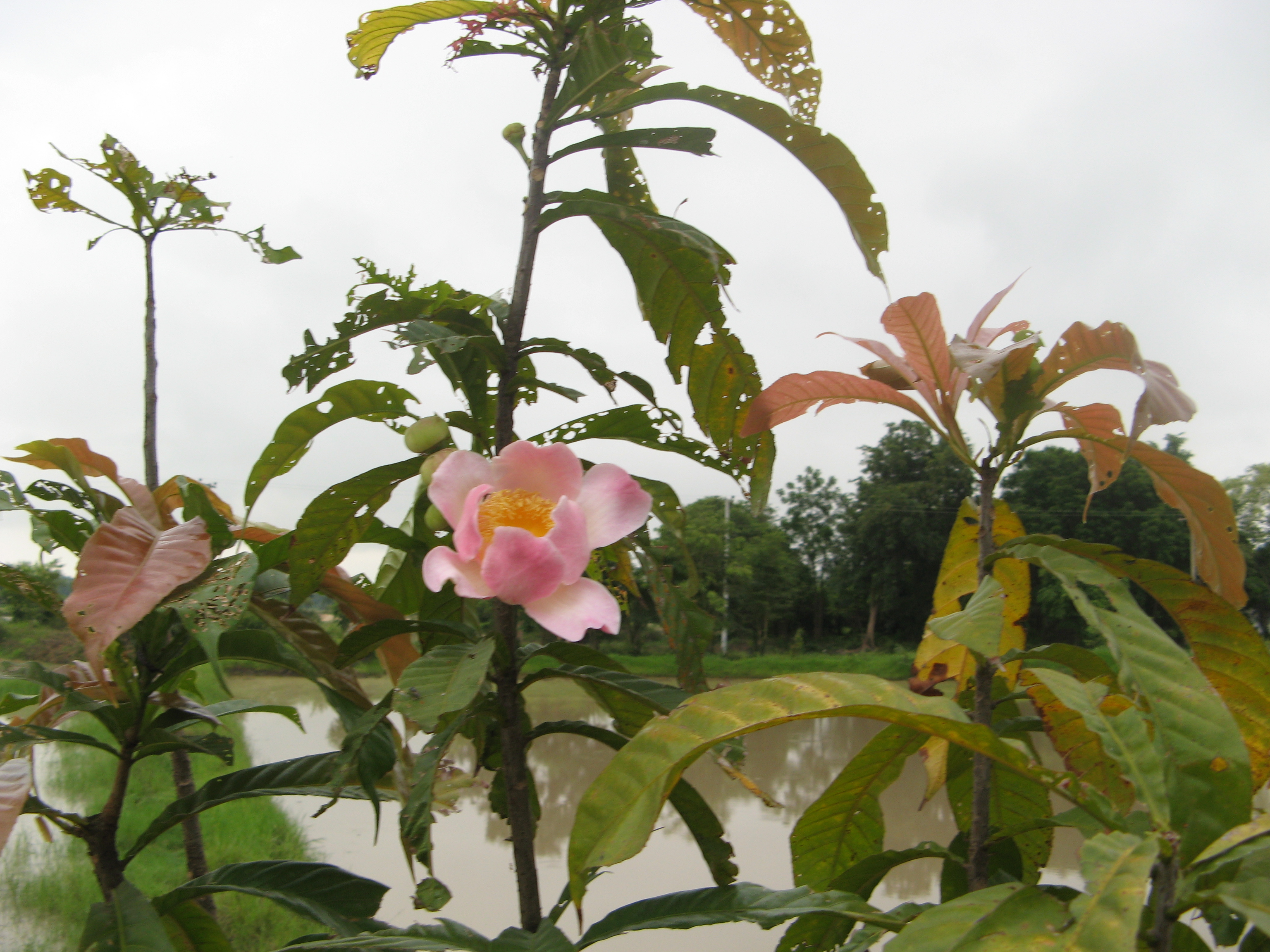
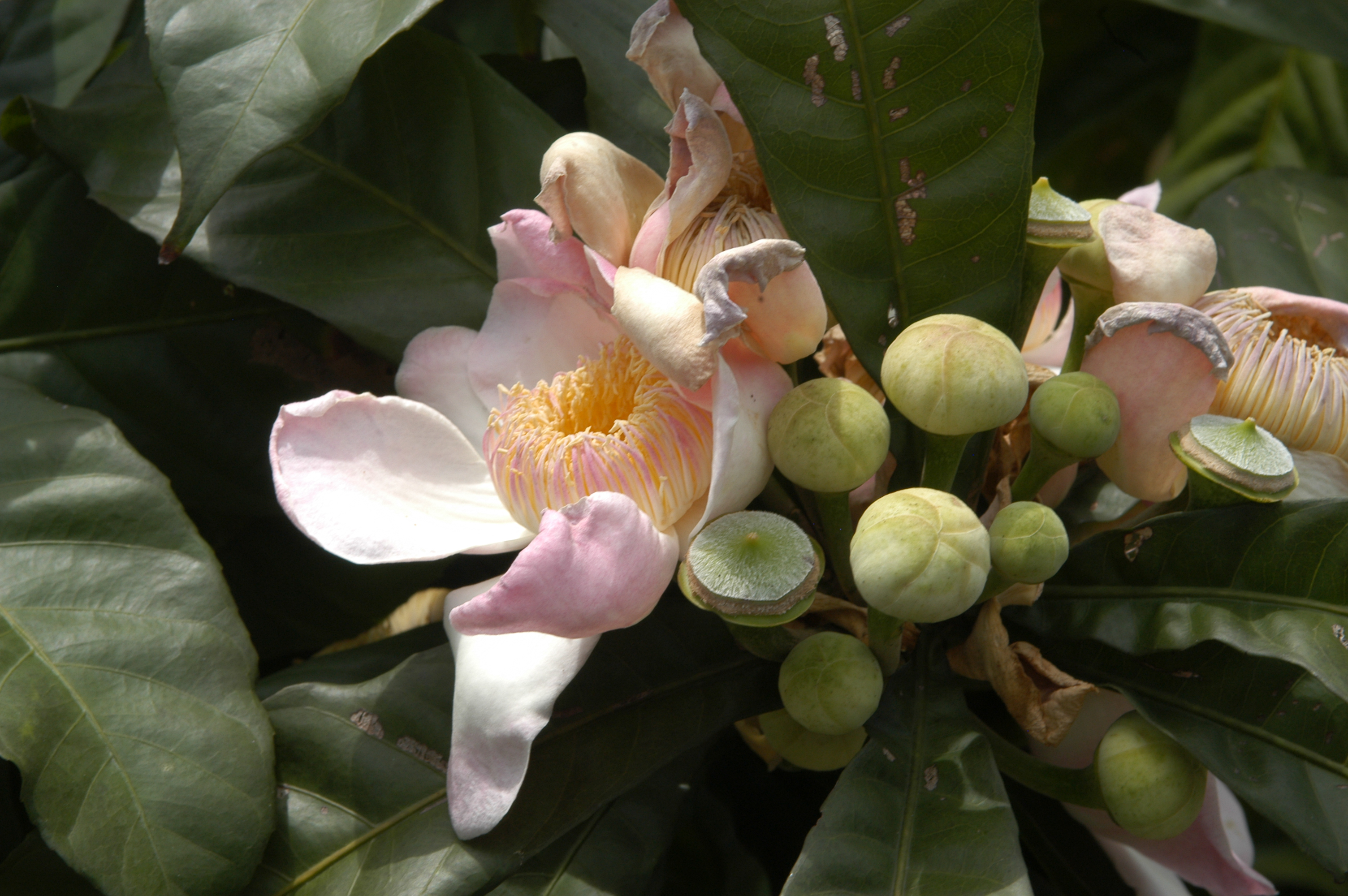
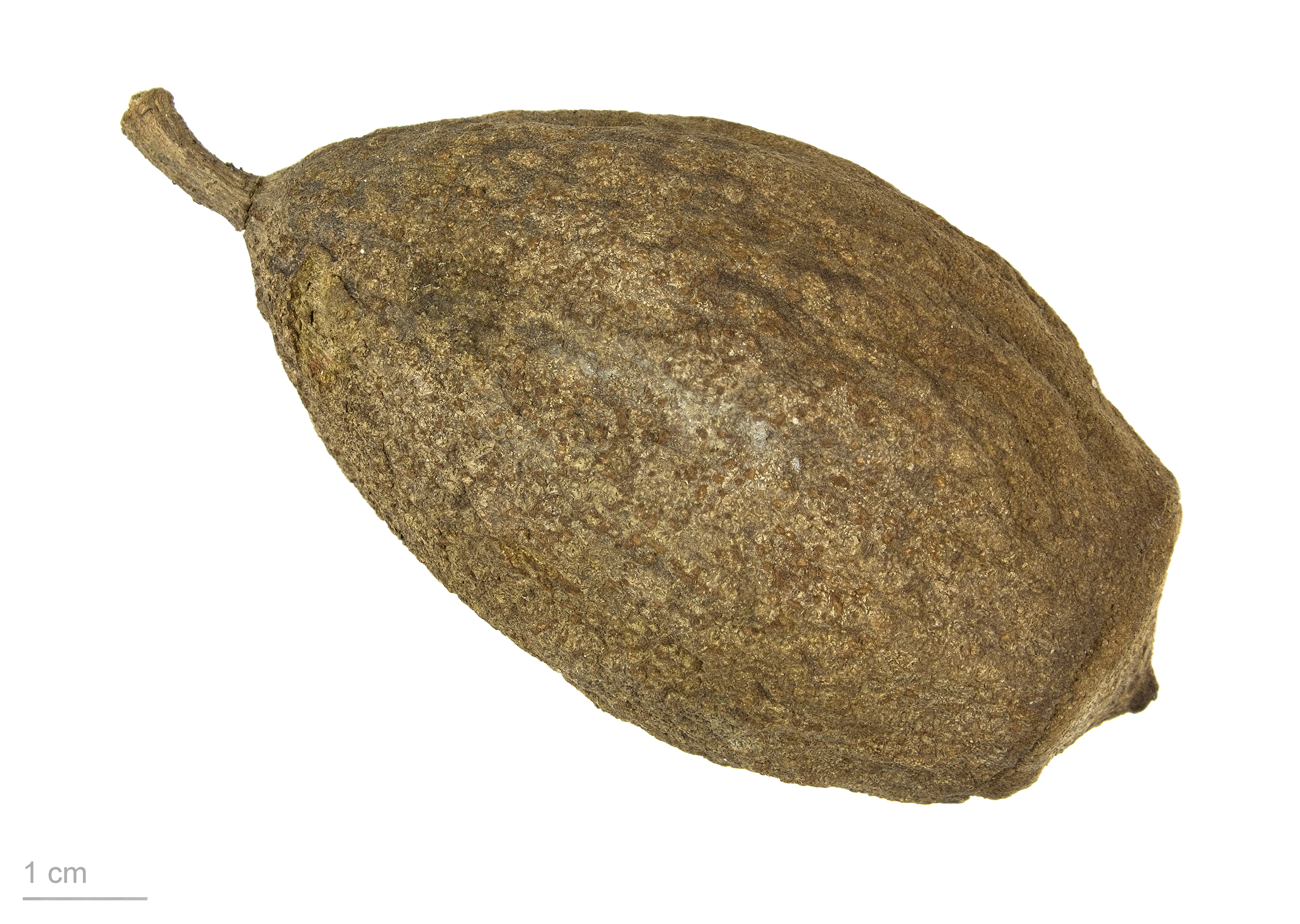
Gustavia superba - Mẫu vật trong bảo tàng